# Peter Gerdehag
Peter Indrek Gerdehag, ursprungligen Herodes, född 5 juni 1953 i Sofia församling i Stockholm, är en svensk fotograf, dokumentärfilmare och författare. 
Peter Gerdehag blev känd för en bredare publik med filmen Bondens tid på jorden, vilken premiärvisades i Sveriges Television 2002. Gerdehags film Hästmannen (2006) har även den visats på SVT.
Gerdehags utställning Bygden där vinden vände har visats på bland andra Arbetets Museum (2002), Örebro läns museum (2003), Kalmar slott (2004) och Nyköpingshus/Sörmlands museum (2007). I samband med att Peter Gerdehag producerade Hästmannen gjordes också en fotoutställning som bland annat visats vid Oskarshamns konsthall (2008), Arbetets museum (2009) och Bodafors ekomuseum (2010).
År 2012 kom filmen Landet som inte längre är, ett filmprojekt där Peter Gerdehag i över 30 års tid följt livet vid en bondgård i Krokshult i Småland. Berättelsen om ett kulturarvet i Krokshult utkom 2016 även i bokform.
Han gifte sig 1983 med Ing-Britt Andersson (född 1956).

## Filmografi
- Bondens tid på jorden, tillsammans med Tell Johansson och Johan Miderberg (2002)
- Hästmannen, tillsammans med Tell Johansson och Johan Miderberg (2006)
- Den vackraste ön, tillsammans med Tell Johansson (2009)
- En liten kofilm, tillsammans med Tell Johansson, Johan Miderberg och Tina-Marie Qviberg (2009)
- Kokvinnorna (2011)
- Landet som inte längre är (2012)
- Hästmannen – sista striden (2014)

## Priser och utmärkelser i urval
- Naturfotografernas stipendium. Samtidigt invald i Naturfotograferna 1984
- Tidningen Vi:s illustrationspris för bildsviten God natt jord 1992
- LRF:s Stora Kulturpris 1998
- Vald till Årets Naturfotograf av Naturvårdsverket 1998
- Smålands Akademis nationella Linnépris 2004
- Nordvisions dokumentärpris i featureklassen för Hästmannen 2007 (Nordisk Dokumentärfilmsmästare 2007)
- Salem Film Fest, USA, The Jury Award för Kokvinnorna 2013

## Stipendier
- Författarfondens arbetsstipendium 1988
- Författarfondens arbetsstipendium 1994
- Författarfondens arbetsstipendium 1998
- Författarfondens tvååriga arbetsstipendium 2000
- Författarfondens tvååriga arbetsstipendium 2008
- Författarfondens femåriga arbetsstipendium 2012